# کاترین گرینهیل
کاترین گرینهیل (انگلیسی: Catherine Greenhill) ریاضی‌دان استرالیایی است که برای کار بر روی گراف تصادفی، ترکیبیات شمارشی و زنجیره مارکوف شناخته می‌شود. او در دانشگاه نیو ساوت ولز استاد ریاضیات است.